# KBS 뉴스 9 강원
《KBS 뉴스 9 강원》은 KBS 춘천 1TV에서 매주 평일 오후 9시 30분, 주말 오후 9시 10분에 방송 중인 강원 지역 메인 뉴스 프로그램이다.

## 개요
KBS 춘천 9시 뉴스로 읽는다.

## 앵커
| 대수 | 진행자 | 진행자 | 진행 기간                           | 비고                               |
| 대수 | 남성   | 여성   | 진행 기간                           | 비고                               |
| ---- | ------ | ------ | ----------------------------------- | ---------------------------------- |
| 1대  | 이의선 | 김서련 | 일자 미상 ~ 2013년 11월 28일        | [ 1 ]                              |
| 2대  | 빈칸   | 김서련 | 2013년 12월 2일 ~ 2013년 12월 6일   |                                    |
| 임시 | 윤석황 | 김서련 | 2013년 12월 9일 ~ 2013년 12월 13일  |                                    |
| 3대  | 최진호 | 김서련 | 2013년 12월 16일 ~ 2014년 6월 6일   | [ 2 ] [ 3 ]                        |
| 4대  | 최진호 | 강서은 | 2014년 6월 9일 ~ 2015년 11월 13일   | [ 4 ] [ 5 ]                        |
| 5대  | 최진호 | 박소현 | 2015년 11월 16일 ~ 2016년 9월 30일  | [ 6 ] [ 7 ] [ 8 ]                  |
| 6대  | 최현서 | 박소현 | 2016년 10월 3일 ~ 2017년 2월 17일   | [ 9 ]                              |
| 7대  | 최현서 | 정은숙 | 2017년 2월 20일 ~ 2017년 3월 10일   |                                    |
| 8대  | 이형걸 | 정은숙 | 2017년 3월 13일 ~ 2017년 7월 28일   |                                    |
| 9대  | 이형걸 | 강지연 | 2017년 7월 31일 ~ 2017년 8월 28일   |                                    |
| 10대 | 빈칸   | 강지연 | 2017년 8월 29일 ~ 2018년 5월 18일   | [ 10 ]                             |
| 11대 | 이의선 | 강지연 | 2018년 5월 21일 ~ 2018년 10월 25일  | [ 11 ]                             |
| 임시 | 이의선 | 박하늬 | 2018년 10월 26일                    |                                    |
| 12대 | 이의선 | 이은주 | 2018년 10월 29일 ~ 2018년 11월 30일 |                                    |
| 13대 | 이의선 | 김서련 | 2018년 12월 3일 ~ 2019년 2월 7일    | [ 12 ] [ 13 ]                      |
| 14대 | 윤석황 | 김서련 | 2019년 2월 11일 ~ 2020년 1월 31일   | [ 14 ] [ 15 ] [ 16 ] [ 17 ]        |
| 15대 | 빈칸   | 김서련 | 2020년 2월 3일 ~ 2020년 8월 28일    |                                    |
| 16대 | 빈칸   | 김수연 | 2020년 8월 31일 ~ 2020년 12월 25일  |                                    |
| 17대 | 빈칸   | 정은숙 | 2020년 12월 28일 ~ 2023년 7월 28일  |                                    |
| 18대 | 빈칸   | 김수연 | 2023년 7월 31일 ~ 2025년 6월 27일   | [ 18 ] [ 19 ] [ 20 ] [ 21 ] [ 22 ] |
| 19대 | 이의선 | 빈칸   | 2025년 6월 30일 ~ 2025년 8월 8일    | [ 23 ]                             |
| 20대 | 빈칸   | 임채원 | 2025년 8월 11일 ~ 현재              |                                    |

## 경쟁 프로그램
- MBC 뉴스데스크 강원 (춘천MBC TV)
- MBC 뉴스데스크 원주 (원주MBC TV)
- G1 8 뉴스 (G1 TV)